# Midway – Für die Freiheit
Midway – Für die Freiheit (Originaltitel Midway) ist ein historisches Actiondrama von Roland Emmerich. Der Film kam am 7. November 2019 in die deutschsprachigen und am folgenden Tag in die US-Kinos. Er erzählt von der Schlacht um Midway, einer entscheidenden Seeschlacht des Pazifikkriegs im Zweiten Weltkrieg.

## Handlung
Im Jahre 1937 besucht Edwin T. Layton, der amerikanische Marineattaché in Japan, ein Bankett von Admiral Yamamoto. Bei einem persönlichen Gespräch mit Layton warnt Yamamoto, ein gemäßigterer Vertreter der imperialistischen japanischen Politik, dass ein Abschneiden Japans von der amerikanischen Ölversorgung zur Durchsetzung der Radikalen in Japan führen würde.
In Folge zeigt der Film die Entwicklung des Pazifikkrieges, vorrangig aus der Perspektive des Sturzkampf-Piloten Richard Halsey Best und jener von Edwin T. Layton, nunmehr Chef des Nachrichtendienstes der Pazifikflotte. Gezeigte Kampfhandlungen sind etwa der japanische Angriff auf Pearl Harbor, der erste amerikanische Gegenschlag gegen die Marshallinseln, der Doolittle Raid und die Schlacht im Korallenmeer. Der Film kulminiert in der Schlacht von Midway im Juni 1942. Der Sieg in dieser Schlacht wendet den Krieg zugunsten der Amerikaner.

## Historischer Hintergrund

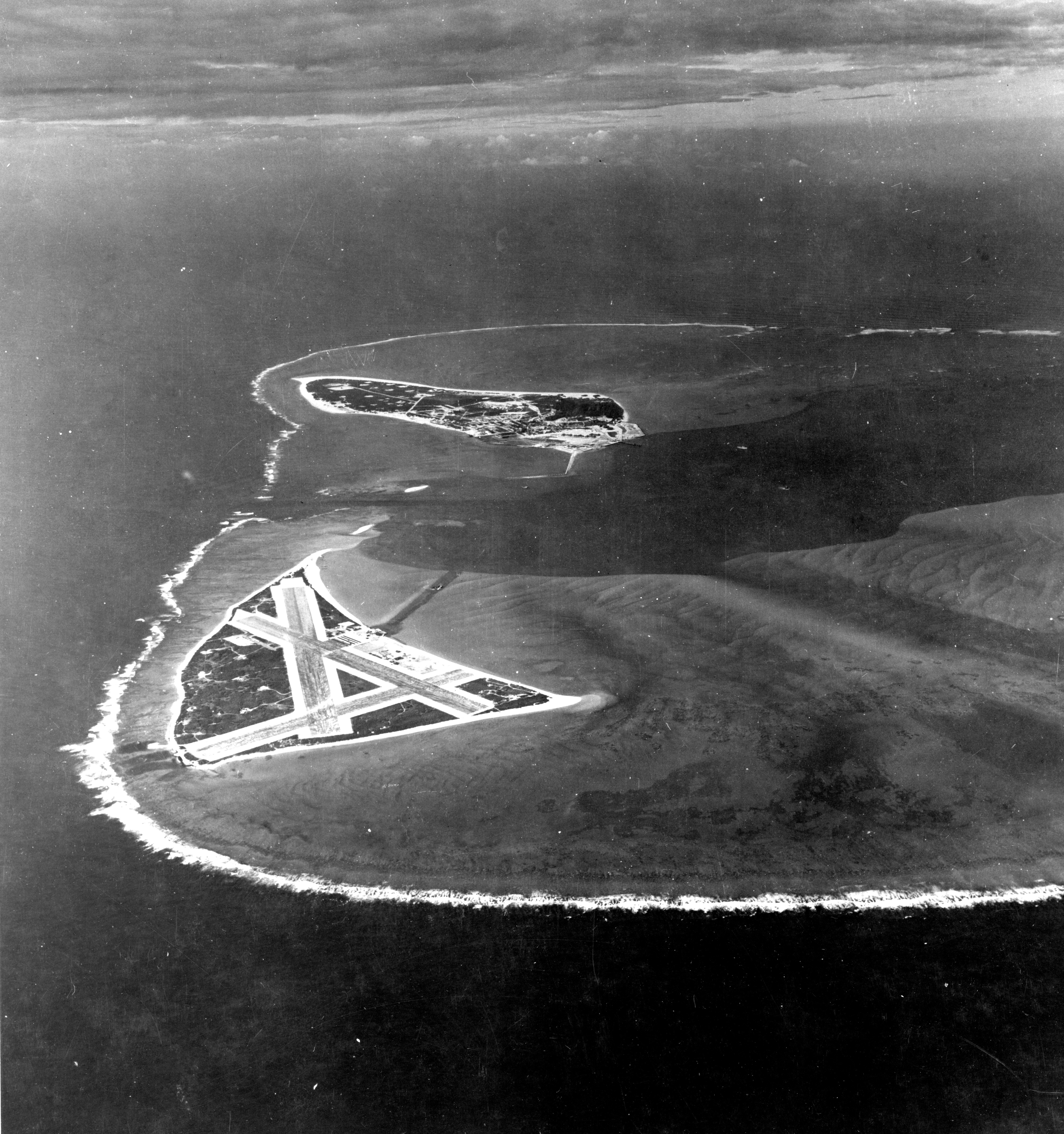
Die Schlacht um Midway fand am Midway-Atoll statt

Vom 4. bis zum 7. Juni 1942 kämpften bei den Midwayinseln große Verbände der Kaiserlich Japanischen Marine und der United States Navy. Die Midwayinseln sind nach dem kleinen Kure-Atoll die westlichsten der Nordwestlichen Hawaii-Inseln und waren zu dieser Zeit der am weitesten im Westen liegende Vorposten der US-Amerikaner im Zentralpazifik. Der strategische Wert der Inseln selbst war gering, da sie sich aufgrund ihrer geringen Größe nur als Aufklärungsstützpunkt eigneten. Die Schlacht, die mit der Versenkung von vier japanischen Flugzeugträgern endete, gilt als Wendepunkt des Pazifikkriegs. Fortan befanden sich die japanischen Streitkräfte in der Defensive.

## Produktion
Regie führte Roland Emmerich, der zahlreiche Erfahrungen mit Hollywood-Großproduktionen vorzuweisen hatte. Das Drehbuch schrieb Wes Tooke, der erstmals in dieser Funktion für einen Spielfilm tätig war. Nach dem Misserfolg von Emmerichs Sci-Fi-Fortsetzungsfilms Independence Day 2: Die Wiederkehr gab es Finanzierungsprobleme, die zu Verzögerungen bei der Produktion führten: Ich wollte diesen Film mit den Studios machen, aber sie verlangten, dass ich ihn für 50 bis 60 Millionen umsetze. Da sagte ich nein. Und weiter: Es ist unglaublich, dass ich ihn für 100 Millionen machen konnte, jeder andere Regisseur hätte 150 Millionen verlangt. Aber die Studios sagten, dafür gäbe es keine Grundlage, also musste ich das restliche Geld eigenständig auftreiben. Das brauchte Zeit.
Luke Evans ist in der Rolle von Lieutenant Commander Wade McClusky zu sehen, Woody Harrelson spielt Admiral Chester Nimitz und Luke Kleintank Lieutenant Clarence Earle Dickinson. Die Rolle von Konteradmiral Raymond A. Spruance übernahm Jake Weber. James Carpinello spielt Captain Brockman, Patrick Wilson übernahm die Rolle von Edwin Layton und Mandy Moore die von Ann Best. Tadanobu Asano, ein japanischer Filmschauspieler, der meist düstere, oft auch geisteskranke Charaktere spielt, übernahm die Rolle von Konteradmiral Yamaguchi Tamon.
Die Dreharbeiten fanden vom 24. September bis 12. Dezember 2018 im kanadischen Montréal statt. Weitere Aufnahmen entstanden vor Hawaii. Als Kameramann fungierte Robby Baumgartner. Für die Eröffnungssequenz verwendete Roland Emmerich Originalaufnahmen von Franklin D. Roosevelts berühmter „Quarantäne-Rede“. Die Filmmusik komponierten Harald Kloser und Thomas Wanker. Eingespielt wurde der Soundtrack in der Synchron Stage Vienna. Er umfasst 23 Musikstücke und wurde am 8. November 2019 von Music.Film Recordings und Varese Sarabande als Download veröffentlicht.
Ende Juni 2019 wurde ein erster Trailer vorgestellt. Am 24. Oktober 2019 erfolgte eine erste Vorstellung des Films in der Münchner Astor Filmlounge im Filmpalast. Der Film kam am 7. November 2019 in die deutschen und österreichischen Kinos, am folgenden Tag in die US-Kinos.

## Rezeption

### Altersfreigabe
In den USA wurde der Film von der MPAA als PG-13 eingestuft, in Deutschland wurde er von der FSK ab 16 Jahren freigegeben. In der Freigabebegründung heißt es, im Vordergrund stünden die bildgewaltigen Kampfhandlungen und die heldenhaft inszenierten US-Kampfpiloten, die gegen eine große japanische Übermacht antreten müssen, und im Zuge der zahlreichen Kriegs- und Actionszenen seien mehrfach getötete Zivilisten und Soldaten zu sehen. Die einseitige Heldendarstellung der Amerikaner könne dabei von Zuschauern ab 16 Jahren in den historischen Zusammenhang gestellt und kritisch hinterfragt werden.

### Kritiken
Der Film stieß bei den Kritikern auf geteiltes Echo. Die Filmkritikerin Antje Wessels bemerkt zur visuellen Aufmachung des Films: „Hier offenbart sich nämlich sehr zügig, dass der Film zwar inhaltlich durch und durch die Luft früher Nineties-Kriegsactioner atmet, aber eben doch aus dem Jahr 2019 stammt.“ Von Hand gemacht sei hier nämlich kaum mehr etwas, die abgebrannten Explosionen, von denen es diverse gebe, stammten allesamt aus dem Computer, und Feuerflammen, abstürzende Flugzeuge und der Trubel auf Flugzeugträgern, all das wirke künstlich. Auch wenn Midway – Für die Freiheit kein guter Film sei, könne man ihm auch nicht absprechen, ziemlich unterhaltsam zu sein.
Laut Markus Keuschnigg von der Presse ist Midway ein Film „mit vielen Figuren, aber ohne Charaktere“, und „Dutzenden Nebenrollen mit schwer voneinander unterscheidbaren, feschen jungen Männern“, der aber dank Emmerichs routinierter Inszenierung „halbwegs funktioniert“.
Jens Adrian urteilt auf treffpunkt-kritik.de „Die miesen Trickeffekte und die ungelenke Erzählung lassen Midway – Für die Freiheit schlechter erscheinen, als er im Grunde ist. Diese Geschichte verdient es, erzählt zu werden. Nur selbst wenn Emmerichs Umsetzung nie spürbar langweilig ist, ohne das Gezeigte mit den vielen Erzählebenen aber in einen greifbaren Kontext zu setzen, ist es am Ende auch nie packend.“
Rudolf Worschech von Epd Film kommt zum Fazit „Man kann Emmerich hohles Pathos vorwerfen, wenn er die Coolness seiner Figuren herausstellt. Schlimmer aber wiegt, dass der Krieg bei ihm ziemlich clean und ehrenhaft und überhaupt nicht schmutzig ist.“

### Einspielergebnis
Dem Budget von rund 100 Millionen US-Dollar stehen weltweite Einnahmen von 123,1 Millionen US-Dollar gegenüber, von denen der Film rund 57 Millionen US-Dollar im nordamerikanischen Raum einspielen konnte (Stand Januar 2020).

## Synchronisation
Die deutsche Synchronisation entstand nach einem Dialogbuch und unter der Dialogregie von Benedikt Rabanus im Auftrag von Scalamedia.
| Darsteller       | Synchronsprecher   | Rolle                                     |
| ---------------- | ------------------ | ----------------------------------------- |
| Ed Skrein        | Manuel Straube     | Lieutenant Richard „Dick“ Best            |
| Patrick Wilson   | Manou Lubowski     | Edwin Layton                              |
| Woody Harrelson  | Thomas Nero Wolff  | Admiral Chester W. Nimitz                 |
| Luke Evans       | Sascha Rotermund   | Lieutenant Commander Wade McClusky        |
| Mandy Moore      | Anja Stadlober     | Ann Best                                  |
| Dennis Quaid     | Martin Umbach      | Vizeadmiral William F. Halsey             |
| Aaron Eckhart    | Tom Vogt           | Lieutenant Colonel James Harold Doolittle |
| Nick Jonas       | Armin Schlagwein   | Bruno Gaido                               |
| Alexander Ludwig | Jannik Endemann    | Lieutenant Roy Pearce                     |
| Keean Johnson    | Sebastian Kluckert | Chief Aviation Radioman James Murray      |
| Brandon Sklenar  | Arne Stephan       | George „Tex“ Gay                          |
| David Hewlett    | Andreas Müller     | Konteradmiral Husband E. Kimmel           |
| Mark Rolston     | Thomas Rauscher    | Admiral Ernest J. King                    |
| Brennan Brown    | Marcus Off         | Joseph Rochefort                          |
| James Carpinello | Gerrit Schmidt-Foß | Captain William H. Brockman Jr.           |
| Jake Manley      | Philip Süß         | Ensign Willie West                        |
| Geoffrey Blake   | Michael Iwannek    | John Ford                                 |
| Etsushi Toyokawa | Yusuke Yamasaki    | Admiral Yamamoto Isoroku                  |